# 托尔德尔拉瓦诺
托尔德尔拉瓦诺，是西班牙卡斯蒂利亚-拉曼恰瓜达拉哈拉省的一个市镇。总面积12平方公里，总人口10人（2001年），人口密度1人/平方公里。